# Битва при Яннице
Битва при Яннице (греч. Μάχη των Γιαννιτσών) — сражение между греческой и османской армиями 20 октября (2 ноября) 1912 год, в силу геополитических последствий ставшее одним из самых важных сражений Первой Балканской войны. Победа греческой армии в этом сражении открыла ей дорогу к столице Македонии — Фессалоникам.

## Предыстория
В начале Первой Балканской войны греческая армия из провинции Фессалия пробилась с боями в Западную Македонию. Отступающая турецкая армия 10 октября (23 октября) сожгла городок Сервия, в который в тот же день вечером вошли греческие войска. Через 40 часов греческая кавалерийская бригада вошла без боя в город Козани, встречаемая ликующим греческим населением. Главнокомандующий греческой армией наследный принц Константин намеревался развить наступление на северо-запад в направлении к городу Монастир, имевшем тогда значительное греческое население.
Ещё до начала войны греческий премьер-министр Венизелос заявил начальнику штаба Данглису, что главной задачей и направлением для армии должен стать город Фессалоники. Это означало, что армия должна была наступать восточнее горы Олимп вдоль побережья Эгейского моря. Вместо этого и вопреки указаниям Венизелоса почти вся Фессалийская (Македонская) армия — 6 дивизий, кавалерийская бригада и королевская гвардия — вошла в Македонию, обойдя Олимп с запада, отдалившись от поставленной первоочередной задачи. На побережье была оставлена лишь только что сформированная в городе Лариса 7-я дивизия, которая не могла в одиночку выполнить эту задачу.
Получив информацию о том, что Константин намеревается развить наступление в северо-западном направлении, Венизелос обменялся несколькими телеграммами с наследным принцем, однако Константин не выполнил требование премьер-министра развернуть армию на восток. Наконец, в последней телеграмме Константина (согласно речи Венизелоса в парламенте 5 годами позже), главнокомандующий говорил, что намерен идти к Монастиру, «разве что Вы мне запретите это». Последовал незамедлительный ответ Венизелоса: «Я вам запрещаю!». Факт этой конфронтации не подвергается сомнению, однако греческие историки оспаривают факт существования этой последней телеграммы.

## Наступление греческой армии
14 октября (27 октября), 1-я, 2-я, 3-я, 4-я и 6-я греческие дивизии развернулись на восток. 5-я дивизия и кавалерийская бригада продолжали продвигаться в северо-западном направлении, но теперь основной задачей для них стало прикрытие левого фланга греческой армии на случай атаки турецких сил с севера-запада. Пройдя гору Вермион и сломив турецкую оборону на перевале Кастаниа, греческая армия 16 октября (29 октября) освободила город Верия.
Турецкой группировкой Фессалоники командовал Хасан Тахсин-паша. Не имея возможности одновременно противостоять греческому наступлению с запада и болгарскому с востока, Тахсин-паша принял решение поочередно сконцентрировать свои силы, сначала против греческой угрозы, а затем против болгар, для чего перебросил на греческий фронт из Серре, Восточная Македония, 14-ю дивизию. Численность турецкой группировки, вставшей перед греческой армией, достигла 25 000 солдат. Но Тахсин-паша сознательно занял оборону не за полноводной в это время года рекой Аксиос, а перед ней, у города Янница. В значительной мере это было обусловлено тем, что Янница был практически полностью турецким городом, а также священным городом для балканских мусульман. Тахсин-паша полагал, что эти факторы повысят моральный дух его войск.

## Ход сражения

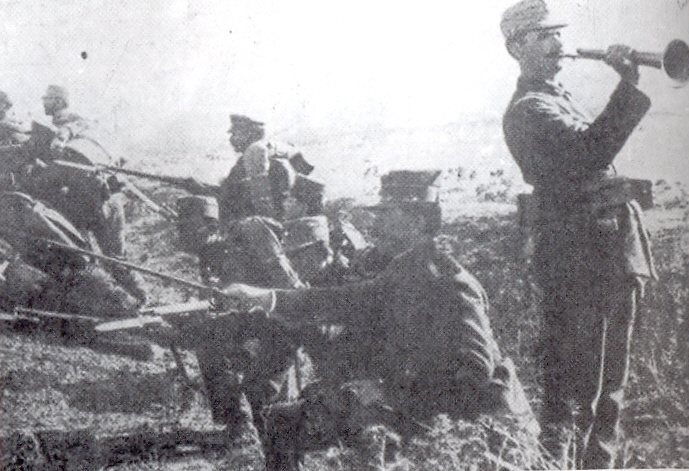
Греческая пехота под Янницей

Атака пяти греческих дивизий на турецкие позиции, расположенные на высотах перед городом, началась в полдень 19 октября (1 ноября) и продолжалась до утра следующего дня. Турки оборонялись упорно против противника, превосходившего их силы в два раза, но остановить атаку греческой армии не смогли. Героем сражения стал командир гвардейского полка Дионисиос Пападопулос, захвативший турецкую батарею в 14 орудий. К концу боя 6-я греческая дивизия обошла турецкие позиции с фланга. Турки были опрокинуты и бежали в панике. Греческие источники говорят, что турки оставили на поле боя 3 000 убитых. Дорога на Фессалоники практически была открыта, однако Константин не воспользовался паникой и не преследовал турок, что дало им возможность разрушить мосты на реке.
Пять греческих дивизий ожидали завершение строительства переправы. Лишь 6-я дивизия освободила Катерини у северного склона Олимпа.
Тем временем события развивались в 150 км северо-западнее основной группировки греческих войск. Оставленная в основном для прикрытия левого фланга, 5-я дивизия вошла в ном Флорина. Риза-паша, командующий турецкой группировкой, противостоящей сербским войскам, обнаружил у себя в тылу греческую дивизию. Он срочно выделил 10 отборных батальонов под командованием генерала Павит-паши. Павит-паша атаковал 20 октября (2 ноября). В течение 2 дней 5-я дивизия вела оборонительные бои и медленно отступала, сохраняя порядок, но к 23 октября (5 ноября) была практически разгромлена. Тем не менее Павит-паша не рискнул идти к Яннице. Вернувшись под командование Риза-паши, он вместе с ним попытался остановить сербов у Монастира, после чего ушёл через Корча, Северный Эпир (сегодня Албания), к городу Янина, Эпир. Жертва 5-й дивизии оказалась не напрасной.
Разгром 5-й дивизии усилил нерешительность Константина, боявшегося попасть в окружение. Но Венизелос был весьма настойчив и назойлив. Наконец, переправа была готова, и греческие дивизии подошли к Фессалоникам 25 октября (7 ноября).
Хасан Тахсин-паша имел ещё в городе под своим командованием 25 000 солдат но, оценив ситуацию, и по совету дипломатов решил сдать город греческой армии, при условии, что турки, сохраняя своё оружие будут переведены в лагерь Карабурун, где будут оставаться до конца войны. Капитуляция была принята 26 октября, в день Святого Дмитрия, покровителя Фессалоник. 24 000 пленных турецких солдат было предписано находиться в лагере в Карабурну, но без оружия. Тысяче офицеров было позволено свободно перемещаться по городу, имея при себе сабли.

## Подход болгарских войск
26 октября (8 ноября) болгарская Рилская дивизия (35 000 солдат) под командованием генерала Тодорова вышла к Килкису и продолжила продвижение на юг. Никакой военной необходимости в этом не было, но политические цели были очевидны: установление двоевластия в городе.

В тот же день Константин послал письмо Тодорову, в котором писал: 

«Генерал, турки сдались мне …не утруждайте своих солдат ненужным маршем … направьте их лучше туда, где есть стратегическая необходимость»

.
Последовавший болгарский демарш не имеет прецедента в политической и военной истории. Вечером 27 октября (9 ноября) в город прибыла болгарская делегация во главе с генералом Петровым, и потребовала у Тахсина-паши сдачи. Недоумевающий турок ответил: 

«Но мы уже сдались греческому командующему, и вы об этом знаете»

 и отказался сдаваться второй раз.
Двоевластие не состоялось. Болгарам удалось, однако, упросить греческое командование допустить в город два болгарских батальона «на отдых».

## Результаты

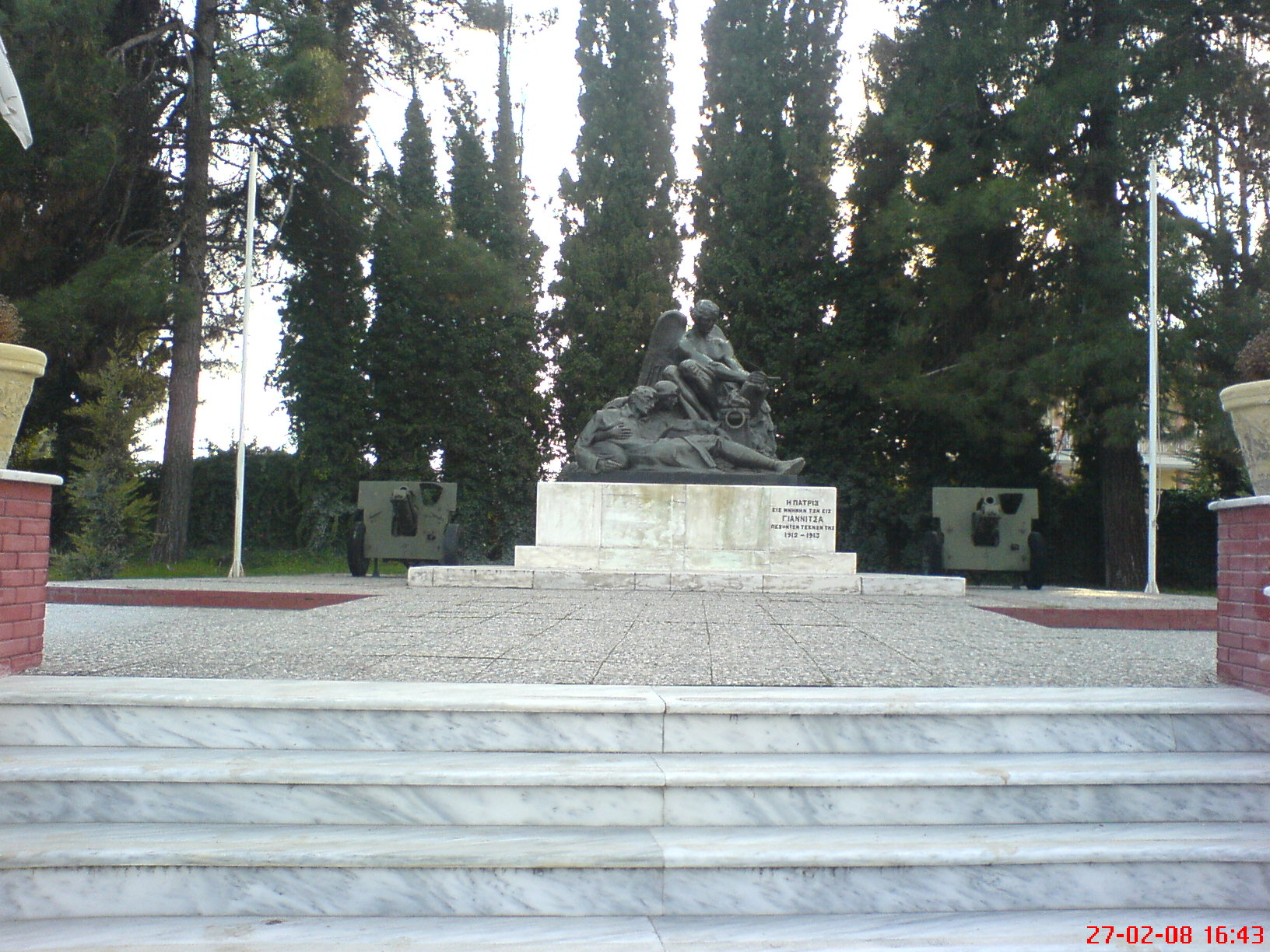
Памятник в честь победы в сражении, установленный в Яннице. Скульптор Зевголис, Григориос

Сражение при Яннице имело огромное военно-политическое значение. Фессалоники снова стал греческим городом. Неудовлетворенность Болгарии результатами Первой Балканской войны и, в частности, болгарские претензии на Фессалоники, послужила причиной последовавшей в 1913 году Второй Балканской войны, в которой Сербия и Греция противостояли Болгарии.